# Monacon aurantiops
Monacon aurantiops är en stekelart som beskrevs av Boucek 1980. Monacon aurantiops ingår i släktet Monacon och familjen gropglanssteklar.
Artens utbredningsområde är Uganda. Inga underarter finns listade i Catalogue of Life.